# (69) Hesperia
(69) Hesperia – planetoida z pasa głównego planetoid okrążająca Słońce w ciągu 5 lat i 49 dni w średniej odległości 2,98 j.a. Została odkryta 29 kwietnia 1861 roku w Mediolanie przez Giovanniego Schiaparellego. Nazwa planetoidy pochodzi od greckiej nazwy Włoch, wywodzącej się ze słów Hespera lub Vesper, oznaczających zachodzące słońce, wieczór lub gwiazdę wieczorną, w której kierunku leżą Włochy.